# Ёсида, Марико (волейболистка)
Марико Ёсида (яп. 吉田真理子, англ. Mariko Yoshida; р. 27 июля 1954, Ёно (ныне — часть города Сайтама), префектура Сайтама, Япония) — японская волейболистка, нападающая. Чемпионка летних Олимпийских игр 1976 года.

## Биография
Волейболом Марико Ёсида начала заниматься в родном городе Ёно (ныне — часть города Сайтама) в клубе «Ёно Хигаси Каку». С 1970 выступала за команду высшей школы префектуры Сайтама «Куки», а в 1973 была принята в одну из лучших команд Японии «Хитати Мусаси», в составе которой 5 раз становилась чемпионкой страны. С 1981 играла за «Дайэй» из Кобе, в которой в 1985 завершила игровую карьеру.
В 1976—1978 Марико Ёсида выступала за сборную Японии, выиграв в её составе «золото» Олимпиады-1976 и Кубка мира 1977 и «серебро» чемпионата мира 1978.

### Клубная карьера
- …—1970 —  «Ёно Хигаси Каку» (Ёно);
- 1970—1973 —  «Куки Сайтама Хай Скул» (Куки);
- 1973—1981 —  «Хитати Мусаси» (Кодайра);
- 1981—1985 —  «Дайэй Аттакерс» (Кобе).

## Достижения

### Клубные
- 5-кратная чемпионка Японии — 1974—1978;
  - серебряный (1973, 1979) и бронзовый (1981) призёр чемпионатов Японии.

### Со сборной Японии
- Олимпийская чемпионка 1976.
- серебряный призёр чемпионата мира 1978.
- победитель розыгрыша Кубка мира 1977.

### Индивидуальные
- 1978: по итогам чемпионата Японии вошла в символическую сборную.